# ビッグホワイト
『ビッグホワイト』（原題：The Big White）は、2005年に製作されたブラック・コメディ映画である。監督はマーク・マイロッド。主演はロビン・ウィリアムズ、ホリー・ハンター。

## 概要
本作ではアカデミー賞受賞俳優であるロビン・ウィリアムズとホリー・ハンターが夫婦役で共演している。監督には、サシャ・バロン・コーエンがラッパーに扮したコメディ映画『アリ・G』の監督として知られるマーク・マイロッドが起用された。共演にはウディ・ハレルソンをはじめ、ジョヴァンニ・リビシ、ティム・ブレイク・ネルソン、アリソン・ローマンら実力派が顔を揃えている。
アラスカの白銀世界が舞台であり、全体を通して美しい風景が何度も登場する。また、普段のコメディ映画で見せる演技とはまた少し違うウィリアムズの雰囲気を楽しむこともできる。

## あらすじ
アラスカで旅行代理店を営むポール（ロビン・ウィリアムズ）には、精神疾患に悩む妻のマーガレット（ホリー・ハンター）がいる。妻を旅行に連れて療養させたいところなのだが、会社の経営状態は火の車でそれどころではない。困り果てたポールは、長年失踪している弟のレイモンド（ウディ・ハレルソン）の死亡保険を受け取ろうするが、失踪してから最低7年間が必要だと断られてしまう。
肩を落とすポールだったが、自分の会社裏にある駐車場のゴミ箱で殺し屋たち（ティム・ブレイク・ネルソン、W・アール・ブラウン）が隠していた死体を発見する。その死体を弟に見立てて死亡保険を受け取ろうと考えたポールは、さっそく雪山へ出向き、死体の偽装を図る。
計画はうまくいき、警察もその死体をレイモンドだと信じるが、保険調査員のテッド（ジョヴァンニ・リビシ）はポールに不審を抱く。さらに、死体を隠していた殺し屋たちもポールの計画に気付き、死んだことにした弟のレイモンドもポールのもとへ現れる。

## キャスト
| 役名                   | 俳優                       | 日本語吹替 |
| ---------------------- | -------------------------- | ---------- |
| ポール・バーネル       | ロビン・ウィリアムズ       | 大塚芳忠   |
| マーガレット・バーネル | ホリー・ハンター           | 三石琴乃   |
| テッド・ウォーターズ   | ジョヴァンニ・リビシ       | 飛田展男   |
| ゲイリー               | ティム・ブレイク・ネルソン |            |
| ジンボ                 | W・アール・ブラウン        |            |
| レイモンド・バーネル   | ウディ・ハレルソン         | 西前忠久   |
| ティファニー           | アリソン・ローマン         | 半場友恵   |

## スタッフ
- 監督：マーク・マイロッド
- 製作：クリストファー・エバーツ
- 製作総指揮：マイケル・バーンバウム、キア・ジャム、ジョン・シンメル、アンドレアス・シュミット、アンドレアス・グロッシュ
- 脚本：コリン・フリーセン
- 音楽：マーク・マザーズボー
- 撮影：ジェームズ・グレノン
- 編集：ジュリー・モンロー